# シャドウズ・アンド・ライト (ライブ映像)
『シャドウズ・アンド・ライト (原題: Shadows and Light) 』はジョニ・ミッチェルのライブ映像作品で、「ミンガス・ツアー」中の1979年9月にカリフォルニア "Santa Barbara County Bowl" で収録された映像及び音源が使用されている。
1980年に発売されたライブ・アルバム『シャドウズ・アンド・ライト』の映像盤で、ライブ・アルバムの方には収録されていなかったジャコのソロが収録されている。後にジョニ・ミッチェル編集による完全版が2002年にコロムビア・ミュージック・エンターテインメント株式会社からリリースされ、この項ではそのDVD諸元を記載する。

## 解説
ツアーには『ミンガス』に参加しているジャコ・パストリアスとドン・アライアスを中心にマイケル・ブレッカー、パット・メセニー、ライル・メイズらが加わり、ジャズ・フュージョン色が強くなり、これまでのフォーク路線的なジョニ・ミッチェルとは違ったサウンドのコンサートとなっている。
ライブ中のステージング映像だけではなくジョニ・ミッチェルの映像ディレクションの元、「Amelia」では女性パイロット及び冒険家のアメリア・イアハートが飛行する前の映像が使われたり、「Coyote」では雪原で獲物を追いかけて動き回るコヨーテの映像などが使われるなど、ライブ演奏自体が映像のサウンドトラックのように使われる演出が採用されている曲もある。

## 収録曲
| #   | タイトル                                                             | 作詞・作曲                                 | 時間 |
| --- | -------------------------------------------------------------------- | ------------------------------------------ | ---- |
| 1.  | 「Shadows And Light - (I'm Not A) Juvenille Delinquent」             |                                            |      |
| 2.  | 「In France They Kiss on Main Street」                               | Mitchell                                   | 4:10 |
| 3.  | 「Edith and the Kingpin」                                            | Mitchell                                   |      |
| 4.  | 「Coyote」                                                           | Mitchell                                   | 4:59 |
| 5.  | 「Free Man in Paris」                                                | Mitchell                                   | 3:20 |
| 6.  | 「Goodby Pork Pie Hat」                                              | Mitchell/Mingus                            | 6:01 |
| 7.  | 「Jaco's Solo - The High and the Mighty - Third Stone from the Sun」 | Pastorius / Tiomkin & Washington / Hendrix | 4:03 |
| 8.  | 「The Dry Cleaner from Des Moines」                                  | Mitchell/Mingus                            | 4:33 |
| 9.  | 「Amelia - Pat's Solo」                                              | Mitchell / Metheny                         | 9:42 |
| 10. | 「Hejira」                                                           | Mitchell                                   |      |
| 11. | 「Black Crow」                                                       | Mitchell                                   | 3:53 |
| 12. | 「Furry Sings the Blues」                                            | Mitchell                                   | 5:23 |
| 13. | 「Raised on Robbery」                                                | Mitchell                                   | 3:11 |
| 14. | 「Why Do Fools Fall in Love?」                                       | Lymon/Levy                                 | 2:29 |
| 15. | 「Shadows and Light」                                                | Mitchell                                   | 5:24 |

## 出演メンバー
- Joni Mitchell (Guitar, Keyboards, Vocals)
- Michael Brecker (Tenor Saxophone)
- Pat Metheny (Guitar)
- Lyle Mays (Acoustic Piano, Keyboards)
- Jaco Pastorius (Bass)
- Don Alias (Drums)
- The Persuasions (Vocals)

## スタッフ
- Executive Producer: Elliot Rabinowitz
- Producer: L.A, Johnson
- Director: Joni Mitchell

## フォーマット
映像フォーマット
カラー、MPEG-2 / NTSC、片面一層
サウンド・フォーマット
Linear PCM、Stereo